# Гавриил Велбъждски
Гавриил Велбъждски (живял през XII век) е византийски духовник, епископ на Велбъжд.
Името на този велбъждски епископ е засвидетелствано в един моливдовул (оловен печат), съхраняван в колекцията на Fogg Art Musseum № 215, намираща се сега в Центъра за византиоложки проучвания към Харвардския университет – Дъмбартън Оукс във Вашингтон, САЩ. Според текста печатът принадлежи на Гавриил, родственик на архиепископа на България и епископ на Велбъжд.